# Psapp
Gli Psapp (pronunciato "sap") sono un gruppo di musica elettronica sperimentale formato dal tedesco Carim Clasmann e dall'inglese Galia Durant.
Hanno realizzato quattro album (Tiger, My Friend, The Only Thing I Ever Wanted, The camel's Back e What makes us glow) e sei EPs (Northdown, Do Something Wrong, Rear Month, Buttons and War, Hi ed Early Cats and Tracks). Sono noti per la canzone Cosy in the Rocket, sigla della serie TV Grey's Anatomy e si distinguono per la loro ironia sul palco: durante le esibizioni live lanciano infatti al pubblico gatti di peluche fatti da loro stessi. Il loro debutto risale alla primavera del 2003 con il singolo Scissory, inserito nella compilation Indoor Shed per l'etichetta Deep Water. Alcune canzoni sono state inserite anche nelle serie TV The O.C. e Nip/Tuck.

## Storia del gruppo
Galia Durant è cresciuta in mezzo a dischi, libri ed arte: la madre, infatti, ha collezionato vinili, mentre il padre insegna storia dell'arte ed è un profondo conoscitore della musica indiana. Galia ha assorbito questa varietà di gusti, innamorandosi allo stesso modo degli inni di pace di Woody Guthrie e della musica acid jazz. A 8 anni ha imparato a suonare pianoforte e violino (anche se preferiva il suo vecchio Casio SK-8 del 1988 che tuttora gli Psapp continuano ad usare) e qualche anno più tardi ha formato la sua prima band, i GO, con il fratello.
Carim Classman è invece cresciuto artisticamente in Germania, lavorando in diversi studi di missaggio e registrazione tra i quali quello di Colonia, dove ha conosciuto gruppi come Einstürzende Neubauten e Die Toten Hosen; ha inoltre lavorato al famoso Inner Space Studio, creando, nel frattempo, musica per conto proprio. Si è trasferito a Londra alla fine degli anni novanta, dapprima lavorando e poi prendendo anche la residenza in uno studio di King's Cross, tuttora quartier generale degli Psapp. Galia e Carim si sono conosciuti grazie ad amici comuni ed hanno cominciato a lavorare insieme spinti, tra l'altro, dalla comune passione per Tom Waits, The Cure, Eric Satie e Duke Ellington.

## Carriera
Dopo un anno di sperimentazione, alla fine del 2002 (epoca in cui nasce il nome della band) il duo comincia a produrre demo, che invia a diverse case discografiche, nei quali già emerge lo stile della band, caratterizzato da un'incredibile varietà di suoni e rumori provenienti per lo più da giocattoli, pupazzetti di gomma, strumenti per bambini (tra cui uno xilofono) e, più in generale, qualsiasi oggetto che faccia rumore (tra cui barattoli di latta e portacenere meccanici).
L'EP di debutto, dal titolo Do something wrong, per l'etichetta Melodic, risale ad inizio 2003, seguito, nell'autunno dello stesso anno, dal singolo Difficult Key. Dopo aver fatto amicizia con Robin Saville, componente della band ISAN, nell'inverno del 2004 Galia e Carim pubblicano con la sua etichetta personale, la Arable, l'EP Buttons and War.
Più  o meno in questo periodo, alcune canzoni degli Psapp giungono all'attenzione dei discografici statunitensi, che vengono subito attratti dalle loro sonorità e decidono di utilizzarle in alcune serie TV: è così che "Cosy in the rocket" viene scelta come sigla del telefilm Grey's Anatomy, la cui prima puntata va in onda sulla ABC nel marzo del 2005.
Nel frattempo, nel marzo 2004 esce per il mercato giapponese l'EP, Northdown, seguito da Rear moth, un vinile di 4 tracce per l'etichetta Waiwya. Alcune di esse saranno contenute nell'album di debutto Tiger, my friend, uscito nel febbraio 2005 per l'etichetta Aarble (con licenza di distribuzione alla Leaf per il mercato statunitense e canadese, alla Third Ear per quello giapponese e alla Gronland per gran parte di quello europeo). Il repentino successo richiama l'attenzione di numerose etichette indipendenti, ma nell'autunno del 2005 gli Psapp firmano il contratto con la casa discografica DOMINO, con la quale incidono tuttora.
Alla fine del 2005 gli Psapp cominciano il loro primo tour di concerti live in Inghilterra e nel resto dell'Europa; data la difficoltà di riprodurre dal vivo le loro complesse sonorità, Carim e Galia si fanno affiancare da Gwen Cheeseman (violino), Eshan Khadaroo (percussioni), Jim Whelan (basso e tastiere) e Matt Jones (effetti audio).
Nel 2006 ricevono il BMI Award per la migliore sigla di una serie TV con Cosy in the rocket e pubblicano il loro secondo album The Only Thing I Ever Wanted, per la Domino.
Il 26 ottobre 2008 è uscito il terzo album del duo, The Camel's Back, sempre per l'etichetta Domino Records.
L'11 novembre 2013 è stato pubblicato il loro quarto album What makes us glow con l'etichetta The State51 Conspiracy; il primo singolo estratto è stato Wet Salt.

## Discografia

### Album
- Tiger, My Friend (2004)
- The Only Thing I Ever Wanted (2006)
- The Camel's back (2008)
- What makes us glow (2013)

### EP
- Do Something Wrong (2003)
- Northdown (2004)
- Rear Moth (2004)
- Buttons and War (2004)
- Early Cats and Tracks (2006)
- Hi EP (2006)
- Early Cats and Tracks volume 2 (2009)

### Singoli
- Tricycle
- Cosy in the rocket
- Always in my head

### Altro
- Grey's Anatomy Soundtrack (2005)
- David Shrigley's Worried Noodles (2007)